# Therioherpeton
Therioherpeton é um gênero extinto de pequenos cinodontes carnívoros pertencentes ao clado Prozostrodontia, que viveram no que hoje é o Brasil durante o Triássico Superior. Sua espécie-tipo é Therioherpeton cargnini. Foi nomeado em 1975 pelos paleontólogos José Bonaparte e Mário Costa Barberena com base em restos coletados na Zona de Assemblage Hyperodapedon da Formação Santa Maria na Bacia do Paraná.